# Кутб, Мухаммад
Муха́ммад Кутб (26 апреля 1919, Муша, Асьют, Египет — 4 апреля 2014, Мекка, Хиджаз, Саудовская Аравия) — исламский богослов, политик и мыслитель. Брат Сайида Кутба.

## Биография
Мухаммад Кутб родился 26 апреля 1919 года в провинции Асьют (центральный Египет). Его отец был простым крестьянином, а мать принадлежала к семье, где почиталось образование. В семье Кутб было пять детей. Мухаммад был вторым сыном после Сайида. При первой возможности, родители направили Мухаммада и его старшего брата Сайида на учёбу в Каир.
В 1940 году Мухаммад окончил факультет литературы и английского языка Каирского университета.
После неудавшегося переворота 1965 года многие участники движения «Братьев-мусульман», в том числе братья Мухаммад и Сайид, попадают в тюрьмы. Мухаммад был арестован 29 июля 1965 года за несколько дней до Сайида. В 1966 году Саида Кутба казнят, а Мухаммад после шести лет заключения выходит на свободу. Для продолжения своей деятельности, Мухаммад Кутб иммигрировал в Саудовскую Аравию.
В Саудовской Аравии пропагандировал идеи своего брата, редактировал и издавал книги брата. Мухаммад Кутб преподавал исламоведение (по разным источникам) либо в Мекке (университет Умм аль-Кура) и/или университете короля Абдул-Азиза в Джидде, где среди его студентов, возможно, был Усама бен Ладен.
Мухаммад Кутб высказывался против такфира мусульманам, работал над тем, чтобы примирить учение Братьев-мусульман с салафизмом-ваххабизмом, который преобладал в Саудовской Аравии. В 1986 году Сафар аль-Хавали защитил диссертацию руководителем которой был Мухаммад Кутб. «Его защита была столь впечатляющей», что Кутб «публично заявил, что студент превзошёл своего учителя».
Мухаммад Кутб умер 4 апреля 2014 в госпитале Мекки.

## Труды
Кутб известен своими многочисленными трудами, переведёнными на многие языки мира. По словам российского исламского деятеля Мухамед Саляхетдинов «в советское время книги Мухаммада Кутба были включены в программу обучения в худжрах Средней Азии. И мне самому, в то время, довелось постигать азы исламской мысли из его трудов». Одна из самых известных его книг — Джахилия в XX веке.
Ниже приведён список некоторых его книг:
- Шубухат хавля аль-ислам. ISBN 0-686-18500-5
- Дирасат фи ан-нафс аль-инсания
- Халь нахну муслимун. — Каир: Дар аль-шурук, 1980. — ISBN 977-705-981-7.
- аль-Инсан байна аль-маддия ва-ль-ислам.
- ас-Сахва аль-исламия
- Джамилият аль-карн аль-ишрин. — Каир: Дар аль-шурук. — 292 с. — ISBN 977-733-606-3.